# La Muerte (Mundodisco)
La Muerte es uno de los personajes más populares del Mundodisco, una saga de novelas escritas por Terry Pratchett. Al contrario de lo que aparece en algunos libros, la Muerte es representada de género masculino.

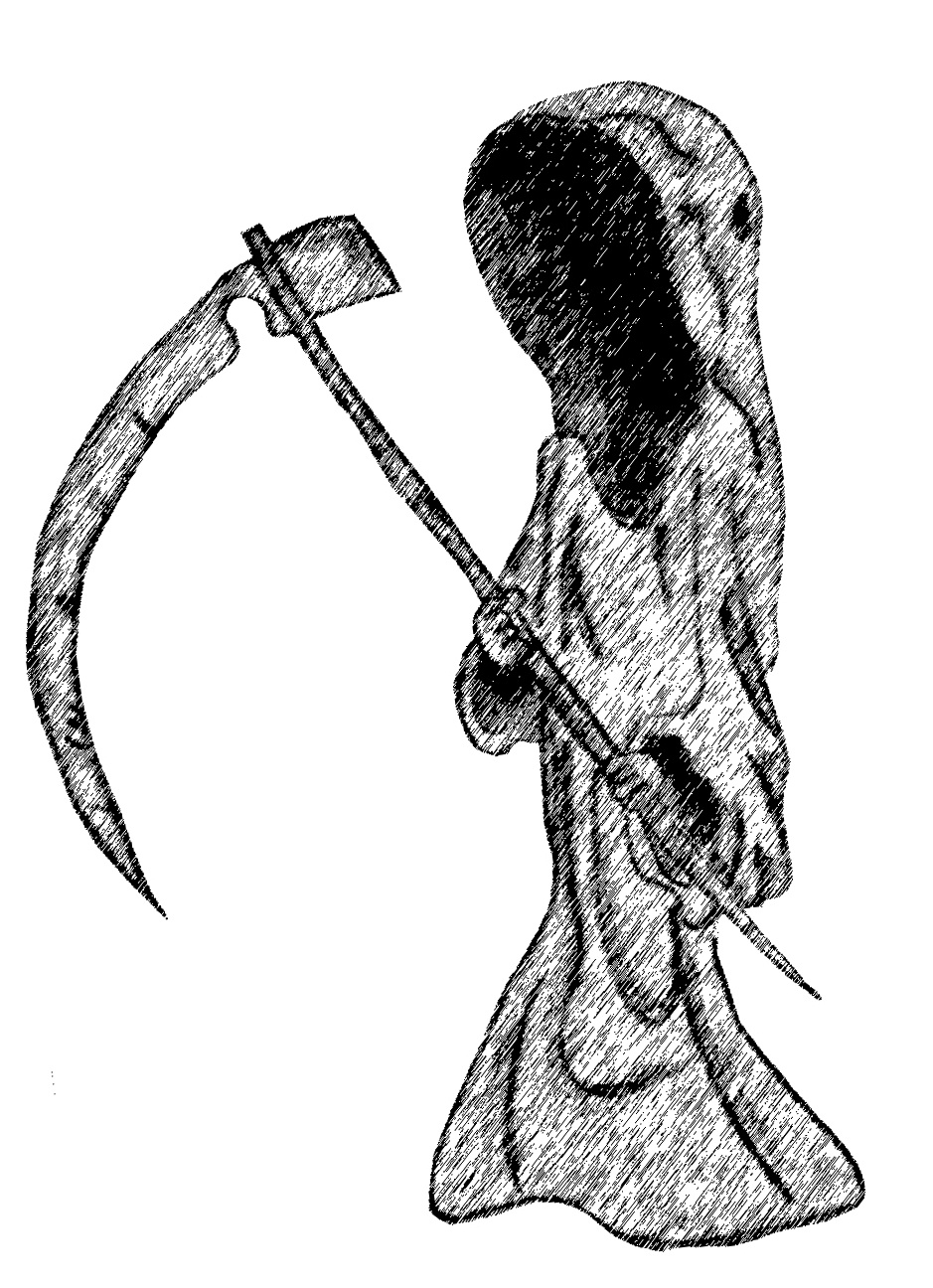
Típica personificación de la Muerte

## Características
En sus palabras es una personificación antropomórfica moldeada por el campo morfogenético circundante del fenómeno de la extinción de la vida, es decir, es un ente que personifica el morir. Posee la forma de un esqueleto con túnica negra y una guadaña; originalmente transformaba su apariencia según dictara el folclore de cada lugar que visitaba como una forma de dar a cada persona lo que deseaba, pero con el tiempo comprendería que lo que la gente deseaba era no llegar a verlo, así que optaría por su forma actual que le es cómoda y eficiente.
Puede atravesar objetos sólidos como si se tratara de un fantasma, pero a diferencia de ellos no es porque no sea real, sino porque no existe nada más real que la muerte, por lo que desde su perspectiva cualquier objeto es insustancial.
Se caracteriza por montar un caballo blanco llamado Binky, ser un Jinete del Apocrilipsis (Apocalipsis apócrifo, no se sabe quién lo vaticinó) junto con Hambre, Guerra y Peste, adorar el curry, amar a los gatos y hablar en mayúsculas que se oyen como el sonido de golpes en una lápida, además de ser muy curioso por la vida de los humanos, tratar de imitarlos en todo lo posible y sufrir de pánico escénico (no está acostumbrado a que la gente desee verlo).
Tiene una estricta política respecto a la gente y el desarrollo de los acontecimientos que consiste en jamás tomar partido sin importar si las muertes que suceden son, a ojos de los mortales, justas o injustas; en sus propias palabras: «LA JUSTICIA NO EXISTE, SOLO EXISTO YO», por lo que asegura que tratar a todos de la misma forma, sin hacer excepciones, es el correcto proceder, ya que la única piedad que su trabajo permite mostrar por los difuntos es atenderlos con una hoja bien afilada.
A pesar de su aspecto aterrador como individuo, es un sujeto tranquilo y muy curioso de la vida, siempre dispuesto a experimentar cosas nuevas, cuidar a sus seres queridos y disfrutar de los pequeños placeres que con esfuerzo ha logrado desarrollar, como acariciar gatos o comer curry. Aun así, tiene una reputación entre las criaturas sobrenaturales y seres poderosos, destacando entre todos ellos como alguien que los supera en poder de forma abrumadora; el mismo señor de los demonios se mostró aterrado ante la idea de haberlo hecho enfadar al faltarle el respeto y según la Muerte ha señalado, los deseos de los dioses lo tiene sin cuidado, ya que incluso ellos eventualmente morirán y deberán rendirle cuentas.

## Hogar y familia
Como todas las muertes de los demás universos y realidades, es un hijo y derivación de Azrael, la muerte suprema y primordial que gobierna observando el multiverso desde su trono en la realidad original, de las que el resto de dimensiones son solo tenues y fugaces sombras. Aun cuando la Muerte es la entidad más poderosa de su realidad, en comparación con Azrael es solo una pequeña y fugaz existencia.
Sus amigos y camaradas más antiguos son los otros jinetes del apocrilipsis: Hambre, Guerra y Peste; sin embargo, él mismo reconoce que poseen una naturaleza diferente a la suya, ya que a diferencia suya, que es una existencia primordial, son personificaciones antropomórficas de actos humanos y, por lo tanto, se asemejan y sienten como ellos mucho más de lo que él nunca será capaz. Antiguamente, un quinto jinete, el Caos, cabalgaba con ellos; sin embargo, tras una discusión se separó del grupo, cosa que Muerte siempre lamentó; sin embargo, en tiempos actuales, los cinco se han reconciliado y unido nuevamente para mantener a raya a los Auditores de la realidad.
Tiene una realidad propia en la que vive solo, hasta el día en que el mago Alberto Malich, fundador de la Universidad Invisible, llega por un experimento fallido y se vuelve su criado. Más adelante, adoptará como su hija a una niña llamada Ysabell y tendrá un ayudante llamado Mort, que es el apodo que coincidentemente le dan a él los otros tres jinetes. Posteriormente, ambos se casarán y tendrán una hija, Susan Sto Helit, nieta de la Muerte, que heredará de esta ciertas características especiales gracias a unos extraños mecanismos que tiene la herencia en el Mundodisco en los que la sangre no interviene (La muerte, por supuesto, no tiene sangre). Según mencionara Albert, cuando Susan era una niña pequeña solía pasar los fines de semana en el reino de la Muerte jugando y compartiendo con su abuelo, siendo esta la única época en que este llegó, gracias a los juegos y la convivencia con su nieta, a demostrar genuinas emociones e incluso a reír de felicidad; sin embargo Mort e Ysabell decidieron que él era una mala influencia para la niña y le prohibieron volver a verla, mientras que a ella la criaron en un estricto escepticismo, de forma que rechazara y negara todo lo referente a lo sobrenatural, cosa que marcó profundamente su personalidad y la forma como se relaciona con su abuelo tras reencontrarse siendo ya adulta.

## Trabajo
En su hogar posee una biblioteca en la que hay un tomo por cada individuo en que su vida se escribe sola y una sala en que están los biómetros, relojes de arena que muestran cuánto han vivido las personas y lo que les queda. Al momento en que el último grano de arena cae, la Muerte se presenta y con su guadaña o la espada corta el hilo de la vida para que el alma vaya al otro lado a recibir de lo que aquí se hizo merecedor según los dioses o él mismo crea, pero esto solo sucede con determinadas personas, en general no se necesita la presencia de su personificación y el proceso es automático excepto cuando la persona es clave para el desarrollo del destino o se trata de un rey, bruja o mago a quienes debe recoger por un pacto que tienen. De la misma manera, la monarquía no es «cosechada» con la guadaña, para esos casos utiliza su espada, ya que ha explicado que esto es una prerrogativa real.
Su fascinación por la vida y los humanos lo ha llevado en más de una ocasión a tener problemas, llegando incluso a ser despedido y despojado de sus facultades, adquiriendo de esta manera una efímera vida que usó para experimentar la existencia humana como si fuera uno de ellos. Para protegerlos de la nueva muerte, que venía a gobernarlos, la combatió y retomó su solitaria posición, pero por un efecto secundario de su humanización se creó con un remanente suyo, Muerte de las ratas, que es una personificación similar a él, pero limitada a estos roedores. Obviamente, posee la misma forma, pero es un pequeño esqueleto de rata que monta un cuervo parlante (en realidad quería montar un gato, pero esa idea le llevó a una discusión con la Muerte). Muerte le permite existir sin volver a absorberlo, ya que después de vivir entre humanos comprende que ha estado solo desde siempre y que no le agrada eso.

## Compañeros
En general son pocos los humanos con quienes puede conversar, ya que no es que la gente no lo vea, sino que no desea verlo. Los magos pueden, pero huyen de él. Entre aquellos que pueden contarse como algo así como sus amigos pueden estar su nieta Susan, Sam Vimes comandante de la guardia nocturna, quien por su trabajo lo ha tratado con frecuencia, Jason Ogg, herrero de Binky e hijo de la poderosa bruja de las Montañas del Carnero Tata Ogg, la Señorita Flitworth, que le dio trabajo mientras vivía, y por supuesto Rincewind, a quien ha tratado de llevarse en una gran cantidad de ocasiones, pero su mala costumbre de sobrevivir lo ha convertido a los ojos de la muerte en el ser más impuntual del disco.

## Aventuras
La Muerte es el único personaje que aparece en casi todos los libros de la serie (excepto en Los pequeños hombres libres), y uno de los favoritos de la mayoría de los lectores. Los libros en que es protagonista son: 
- 4º Mort

- 11º El Segador

- 16º Soul Music

- 20º Papá Puerco

- 26º Ladrón del Tiempo

## Género del personaje
A pesar de ser una personificación, el autor lo ha tratado como un ser masculino (Susan, la nieta, le llama abuelo), pero por alguna razón en las traducciones al castellano, llevadas a cabo por la editorial Plaza & Janés, se le cambió el género a femenino (Death en inglés no tiene género, en español Muerte es una expresión de género femenino, aunque el personaje sea varón), siendo este error corregido solo en algunas ediciones y mantenido en otras. Es posible observar como en la versión en español de Mort, Ysabell le llama Mamá (a pesar de que en el idioma original la palabra es Papá), pero por exigencias de la historia, a partir de El Segador le fue devuelto su género original, ya que de lo contrario hubiese habido incongruencias en la novela.
En la reedición de las novelas llevada a cabo en 2006 se corrigieron estos fallos de las traducciones originales.

## Películas
La Muerte ha aparecido en Terry Pratchett's Hogfather, una película para televisión estrenada en 2006 que se basa en la novela Papá Puerco y también en Terry Pratchett’s The Colour of Magic, una miniserie de 2008 que adapta las novelas El color de la magia y La Luz Fantástica.